# Eucanthus subtropicus
Eucanthus subtropicus är en skalbaggsart som beskrevs av Henry Fuller Howden 1955. Eucanthus subtropicus ingår i släktet Eucanthus och familjen Bolboceratidae. Inga underarter finns listade i Catalogue of Life.